# Фаррелли, Миджет
Бернард «Миджет» Фаррелли (англ. Bernard "Midget" Farrelly; 13 сентября 1944 — 7 августа 2016) — австралийский спортсмен, первый чемпион мира по сёрфингу (1964).
Член Австралийского зала славы сёрфинга (1986). В 2007 году имя Фаррелли появилось на Аллее славы сёрфинга в Хантингтон-Бич, Калифорния, США.
Был активным популяризатором сёрфинга. Написал несколько книг, работал журналистом. В 2009 году на турнире среди участников первого чемпионата мира Миджет вновь победил всех конкурентов.
Умер от рака желудка 8 августа 2016 года, в возрасте 71 года.